# Блоккополімеризація
Блоккополімериза́ція (рос. блоксополимеризация; англ. block copolymerization; нім. Blockkopolymerisation; Blockpolymerisierung; Block(misch)polymerisation) — синтез полімерів з олігомерів або з олігомерів і мономерів, де макромолекули блоккополімерів становлять чергування гомополімерних блоків різних мономерів і сполучають їхні властивості.